# Boarmia dignampta
Boarmia dignampta är en fjärilsart som beskrevs av Louis Beethoven Prout 1927. Boarmia dignampta ingår i släktet Boarmia och familjen mätare. Inga underarter finns listade i Catalogue of Life.